# Spallanzania finitima
Spallanzania finitima là một loài ruồi trong họ Tachinidae.